# Fairoz Hasan
Fairoz Hasan (* 26. November 1988 in Singapur), mit vollständigen Namen Muhammad Fairoz bin Hasan, ist ein singapurischer Fußballspieler.

## Karriere
Fairoz Hasan stand bis Ende 2011 bei den Young Lions unter Vertrag. Die Young Lions sind eine U23-Mannschaft, die 2002 gegründet wurde. In der Elf spielen U23-Nationalspieler und auch Perspektivspieler. Ihnen soll die Möglichkeit gegeben werden, Spielpraxis in der ersten Liga, der Singapore Premier League, zu sammeln. Für die Lions absolvierte er 42 Erstligaspiele. Die Saison 2012 stand er beim Ligakonkurrenten Gombak United unter Vertrag. 2013 wechselte er zum ebenfalls in der ersten Liga spielenden Hougang United. Für Hougang stand er 87-mal in der ersten Liga auf dem Spielfeld. 2018 spielte er für Geylang International 22-mal in der ersten Liga. Der Warriors FC nahm ihn 2019 unter Vertrag. Nach Vertragsende bei den Warriors war er von Anfang 2020 bis Mitte Oktober 2020 vertrags- und vereinslos. Am 16. Oktober 2020 unterschrieb er einen Vertrag bei Albirex Niigata (Singapur). Der Verein ist ein Ableger vom japanischen Zweitligisten Albirex Niigata, der in der ersten singapurischen Liga spielt. Mit Albirex feierte er am Saisonende 2020 die singapurische Meisterschaft. Seine zweite Meisterschaft mit Albirex gewann er 2022. Nach insgesamt 25 Erstligaspielen wechselte er zu Beginn der Saison 2023 zu seinem ehemaligen Verein Hougang United.

## Erfolge
Albirex Niigata (Singapur)
Singapurischer Meister: 2020, 2022